# (200167) 1999 CJ152
(200167) 1999 CJ152 es un asteroide perteneciente al cinturón de asteroides, descubierto el 12 de febrero de 1999 por el equipo del Spacewatch desde el Observatorio Nacional de Kitt Peak, Arizona, Estados Unidos.

## Designación y nombre
Designado provisionalmente como 1999 CJ152.

## Características orbitales
1999 CJ152 está situado a una distancia media del Sol de 2,306 ua, pudiendo alejarse hasta 2,532 ua y acercarse hasta 2,081 ua. Su excentricidad es 0,097 y la inclinación orbital 5,203 grados. Emplea 1279,64 días en completar una órbita alrededor del Sol.

## Características físicas
La magnitud absoluta de 1999 CJ152 es 17,3.